# Druga španska republika
Druga španska republika je bila v Španiji razglašena 14. aprila 1931, dva dni zatem, ko se Alfonso XIII odpove prestolu, in konča 1. aprila 1939, ko Francisco Franco zmaga v Španski državljanski vojni. Obdobje republikanskega režima delimo na tri dele, ki sovpadajo s tremi splošnimi volitvami: reformistično obdobje (1931-1933), »črno« obdobje (1933-1936) in obdobje Ljudske fronte (1936-1939).

## Reformistično obdobje (1931-1933)
Prvo obdobje je zaznamovano s koncem monarhije in z izgonom kralja Alfonsa XIII v Pariz, čemur sledi razglasitev Druge republike v državi Španiji. Preden so bile izvedene splošne državne volitve, so oblikovali začasno vlado, ki ji je predsedoval Niceto Alcalá Zamora. Ta je svoje predsedstvo nadaljeval tudi po prvih splošnih volitvah, julija 1931, do sprejetja nove Ustave oktobra 1931. Takrat je njegovo mesto premierja prevzel Manuel Azaña. Čez dva meseca je bil Alcalá Zamora imenovan za predsednika Republike Španije. Pod novim predsedstvom se je oblikovala republikansko-socialistična vlada, ki je sledila reformističnemu programu. 

### Ustava 1931
Nova Ustava, sprejeta oktobra 1931, vsebuje reformistične elemente, med katerimi so najbolj izpostavljeni naslednji: priznavanje splošne volilne pravice tudi za ženske, avtonomija občinske in regionalne razdelitve Španije, ločitev Države in Cerkve. 
Vlada Manuela Azañe je poskušala rešiti nacionalne probleme v skladu z novo-sprejetimi zakoni, zapisanimi v Ustavi, zato so pripravili program, ki je temeljil na reformah na različnih področjih: 
- Agrarna reforma, s katero so želeli razrešiti vprašanje razlastitve ozemelj obsežnih posestnikov v državi, ki le-teh kot lastniki niso obdelovali. Vsa odvzeta in zasežena območja je Inštitut za agrarno reformo predal v roke pokrajinskim odborom, ki so jih potem razdelili med kmetijske skupnosti za skupinsko ali individualno obdelavo.
- Verska reforma, s katero so ločili Cerkev in Državo, ker so želeli reducirati njeno ekonomsko in socialno moč. To je povzročilo verigo posledic na različnih področjih: obvezno osnovnošolsko laično izobraževanje, priznavanje ločitve, vpeljevanje civilne poroke.
- Vojaška reforma, s katero so želeli vsiliti zvestobo novemu režimu, vsem, ki so ga zavračali, pa je bila ponujena možnost prostovoljne upokojitve s polno plačo. Namen reforme je bilo tudi zmanjšanje prevelikega števila imenovanih častnikov in podčastnikov ter investicija v novo opremo.
- Delavska reforma, v kateri je bilo predpostavljeno povečanje socialnih in delavskih pravic delavcev, enakost socialnega zavarovanja za vse in želeli so tudi izboljšati delavske in poslovne pogoje.[2]

### Konec vlade Manuela Azañe
Državni udar generala Sanjurjo, masaker kmetov v kraju Casas Viejas, prepočasna realizacija reform in brezposelnost so bili ključni vzroki, zaradi katerih so socialisti prenehali podpirati vlado Manuela Azañe in novembra 1933 izzvali nove splošne volitve. 

## »Črno«obdobje (1933-1936)
Volitve, leta 1933, so bile prve volitve v Španiji, na katerih so imele volilno pravico tudi ženske. Predsednik države še vedno ostaja Niceto Alcalá Zamora, medtem ko je mesto predsednika vlade v dveh letih zamenjalo pet premierjev in v tem času so oblikovali okrog dvanajst različnih vlad. Na volitvah, novembra 1933, je večino glasov dobila Radikalna stranka, ki je potem v koaliciji s Špansko zvezo avtonomnih pravic (špansko Confederación Española de Derechas Autónomas oziroma la CEDA) oblikovala radikalno-cedistično vlado. Sprva je vladi predsedovala Radikalna stranka s parlamentarno podporo stranke CEDA, dokler ni poleti 1934 CEDA zahtevala vstop v vlado. 

### »Španski oktober«
Po tej kršitvi zakonsko prepovedane provokacije splošne revolucionarne stavke, ki jo je storila stranka CEDA, se je ideja razširila v mesta in v industrijske centre in oktobra 1934sprožila revolucionarne aktivnosti po celi državi: razglasitev pokrajine Katalonije kot Katalonske države, Revolucija v Asturiji, Revolucija v Baskiji,.. . 

### Konec vlade in ponovne volitve
CEDA se je odzvala z začasno prekinitvijo delovnega prava in agrarne reforme ter nadaljevala svojo pot do prevzema vladne moči. Predsednik Alcalá Zamora je bil decembra 1935 prisiljen imenovati Gila Roblesa, predsednika stranke CEDA, za predsednika vlade. Februarja 1936 je zopet prišlo do splošnih državnih volitev. 

## Ljudska fronta (1936-1939)
Na februarskih volitvah 1936 so zmago slavile združene republikansko-levičarske stranke, ki so se združile v t.i. Ljudsko fronto (špansko El Frente Popular). Ponovno je sedež predsednika vlade prevzel Manuel Azaña in skupaj so sestavili reformističen program, ki je bil v takratnem nestabilnem stanju države, težko uresničljiv. Po nekaj mesecih je neizpolnjevanje tega programa povzročilo veliko socialnih konfliktov, besednih konfliktov med vodji desničarjev in levičarjev in med podporniki enih in drugih je na ulicah Madrida pršilo celo do smrtnih žrtev. 
Maja 1936 je predsednika države, Niceta Alcalá Zamora, zamenjal Manuel Azaña. Do tega je prišlo zato, ker je Alcalá Zamora s februarskimi volitvami izgubil vladno podporo, saj njegova stranka ni bila uspešna. 

### Začetek Državljanske vojne
Stalno spreminjanje vlad in pogoste državne volitve v kratkih obdobjih je vodilo do nestabilnosti države in oteženega sobivanja, občutka enakopravnosti. Prišlo je do netolerantnih ravnanj, včasih celo do tega, da so konflikte reševali z orožjem. Opozicija, torej desnica, in stranka CEDA,  so počasi pripravljali revolucijo oziroma kontrarevolucijo z vojsko in orožjem, ki so ga imeli na razpolago že od marca 1936, saj nekateri vojaki niso podpirali trenutne vlade. Po tem, ko so levičarji 13. julija 1936 izvedli atentat na vodjo Nacionalnega bloka, Gila Roblesa, je štiri dni za tem kontrarevolucija desničarjev dosegla vrhunec. Z vstajo vojaških sil v Maroku, pod vodstvom Francisca Franca, se je začela Španska državljanska vojna. 

### Republika v času vojne in njen konec
V času vojne so se v državi menjale tri vlade:
1. Vlada predsednika Joséa Giral je v Španiji prišlo do socialne revolucije leta 1936. Ta se je zavzemala za antiklerikalnost na področju religije v Španiji, razdelitev ozemlja države na kantone, racionalno in laično izobraževanje in samostojno administracijo kolektiv na področju ekonomije.
2. Drugo vlado je vodil socialist Franco Largo Caballero, ki je bil zelo dejaven v prej omenjeni španski socialni revoluciji.
3. Vlado Larga Caballere pa je nato nasledil privrženec enake ideologije, socialist Juan Negrín. To je bila zadnja vlada Druge španske republike.

Za Španijo je bilo to dolgo in kruto obdobje stalne državljanske vojne, ki je trajalo tri leta, do 1. aprila 1939, ko je Franco razglasil konec vojne in začetek dolgoletne diktature.